# Oleg Tverdochleb
Oleg Tverdochleb (ukrainska: Олег Твердохліб), fødd 3 november 1969 i Dnipropetrovsk, Ukrainska SSR, Sovjetunionen död 18 september 1995), var en ukrainsk friidrottare. Han var en av världens bästa på 400 meter häck när han dödades av elektrisk stöt då han monterade el-kablar i sina föräldrars hem i september 1995. 
På hög internationell nivå nådde han två sjätteplatser; OS 1992 och VM 1993. Tidigare hade han tagit brons på Universiaden 1991. 
Hans största triumf var utan tvekan segern vid EM i friidrott 1994 i Helsingfors. Den 10 augusti 1994 satte han ett personligt och ukrainskt rekord på 48,06 sekunder vilket gav honom EM-titeln. Detta gjorde det möjligt för honom att representera Team Europa vid IAAF Grand Prix Final 1994 i denna disciplin. Det blev här en andra plats efter Samuel Matete, Zambia.
Hans bästa resultat på 400 meter (utan häckar) blev 46,38 1993.